# Nicholas F. Brady
Nicholas F. Brady (Manhattan, 1930. április 11. –) az Amerikai Egyesült Államok szenátora (New Jersey, 1982).